# Marija Alexejewna Fjodorowa
Marija Alexejewna Fjodorowa, geboren Ionowa, (russisch Мария Алексеевна Фёдорова, урожд.Ионова; * 28. Märzjul. / 9. April 1859greg. nahe bei St. Petersburg; † 11. April 1934 in Helsinki) war eine russische bzw. finnische Malerin.

## Leben
Fjodorowa, Tochter des Buchhalters Alexei Ionowitsch Ionow, verlor früh ihren Vater. Sie studierte ab 1878 in St. Petersburg an der Zeichenschule der Gesellschaft zur Förderung der Künste. Darauf studierte sie ab 1881 als Gasthörerin an der Kaiserlichen Akademie der Künste, da Frauen erst 1890 zum Studium an der Akademie zugelassen wurden. Sie erhielt 1890 die kleine und 1891 die große Anerkennungsmedaille der Akademie der Künste. Pawel Tretjakow erwarb ihr gerade entstandenes Werk für seine Galerie. Sie war eine Studentin Iwan Schischkins. Zu ihren wenigen Kommilitoninnen gehörten Jelena Klokatschowa und Anna Ostroumowa-Lebedewa. Fjodorowa erhielt 1892 ein Zeugnis als Zeichenlehrerin für Mädchengymnasien.
Darauf reiste Fjodorowa viel in Russland und hielt sich an der Wolga auf. Sie beteiligte sich an Ausstellungen der St. Petersburger Gesellschaft der Künstler, der Moskauer Gesellschaft der Kunstliebhaber und der Akademie der Künste. Iwan Konstantinowitsch Aiwasowski beantragte 1898 bei der Akademie der Künste die Anerkennung Fjodorowas als Künstlerin.
Nach der Oktoberrevolution emigrierte Fjodorowa nach Finnland. Mit Grigor Auer führte sie 1923 gemeinsame Ausstellungen in Wyborg und im Strindberg-Salon in Helsinki durch. Mit ihrer Tochter Ljudmila malte sie Ikonen für die russisch-orthodoxe Nikolai-Gemeinde in Helsinki und für die russisch-orthodoxe Gemeinde in Wyborg. Sie trat 1933 in die Gesellschaft der Russischen Künstler in Finnland ein und zeigte auf der Ausstellung der Gesellschaft ihre Landschaftsbilder.
Werke Fjodorowas befinden sich im Kunstmuseum Poltawa, in den Museen Taganrog und Rjasan, im Schloss Uskoje bei Moskau und in Privatsammlungen in Russland und Finnland.
Fjodorowas Tochter Ljudmila (* 1885) war Malerin und starb mit ihrem Mann Karl Waldemar Platan im finnischen Fortsetzungskrieg am 7. Februar 1944 bei der Bombardierung Helsinkis.

## Werke

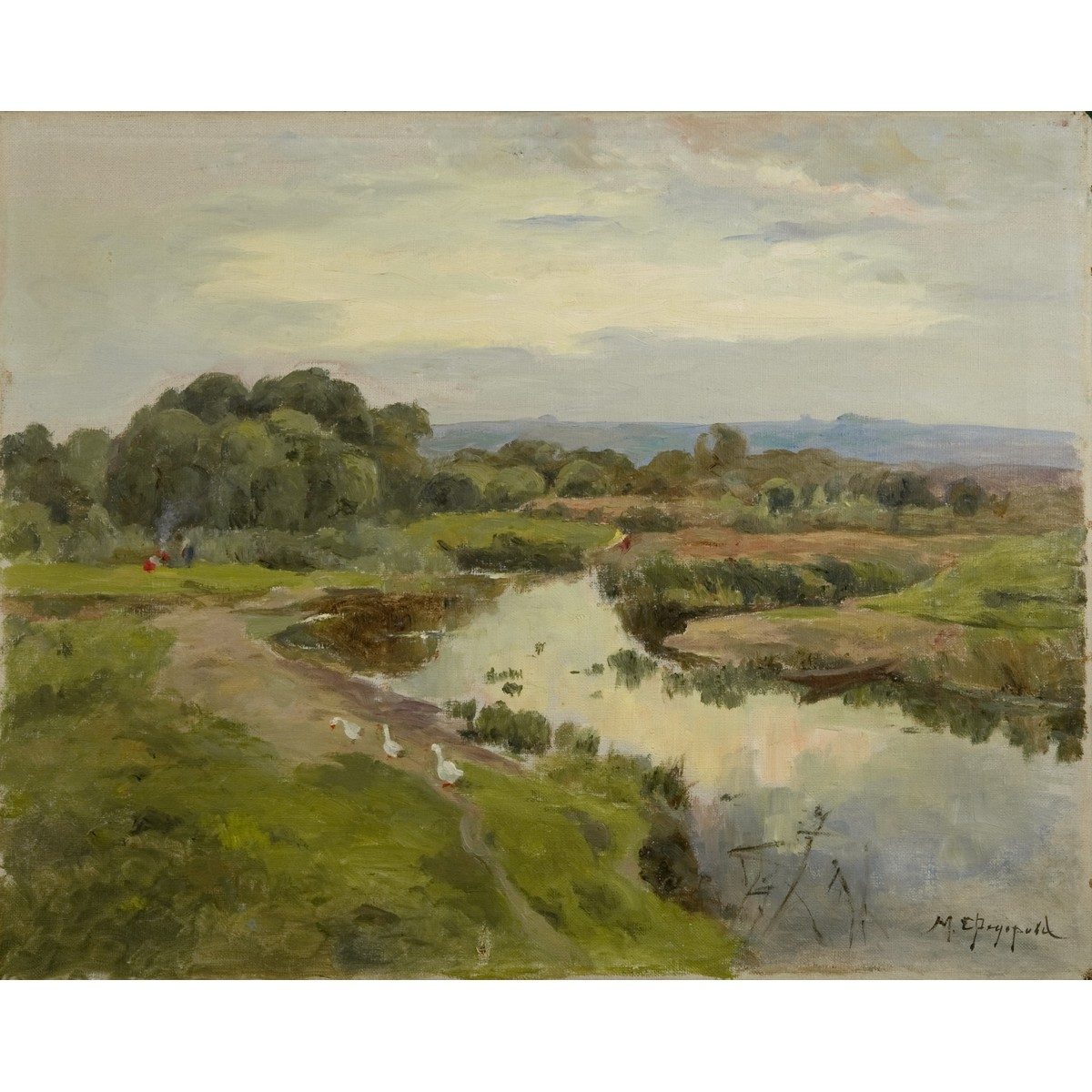
Landschaft am Fluss
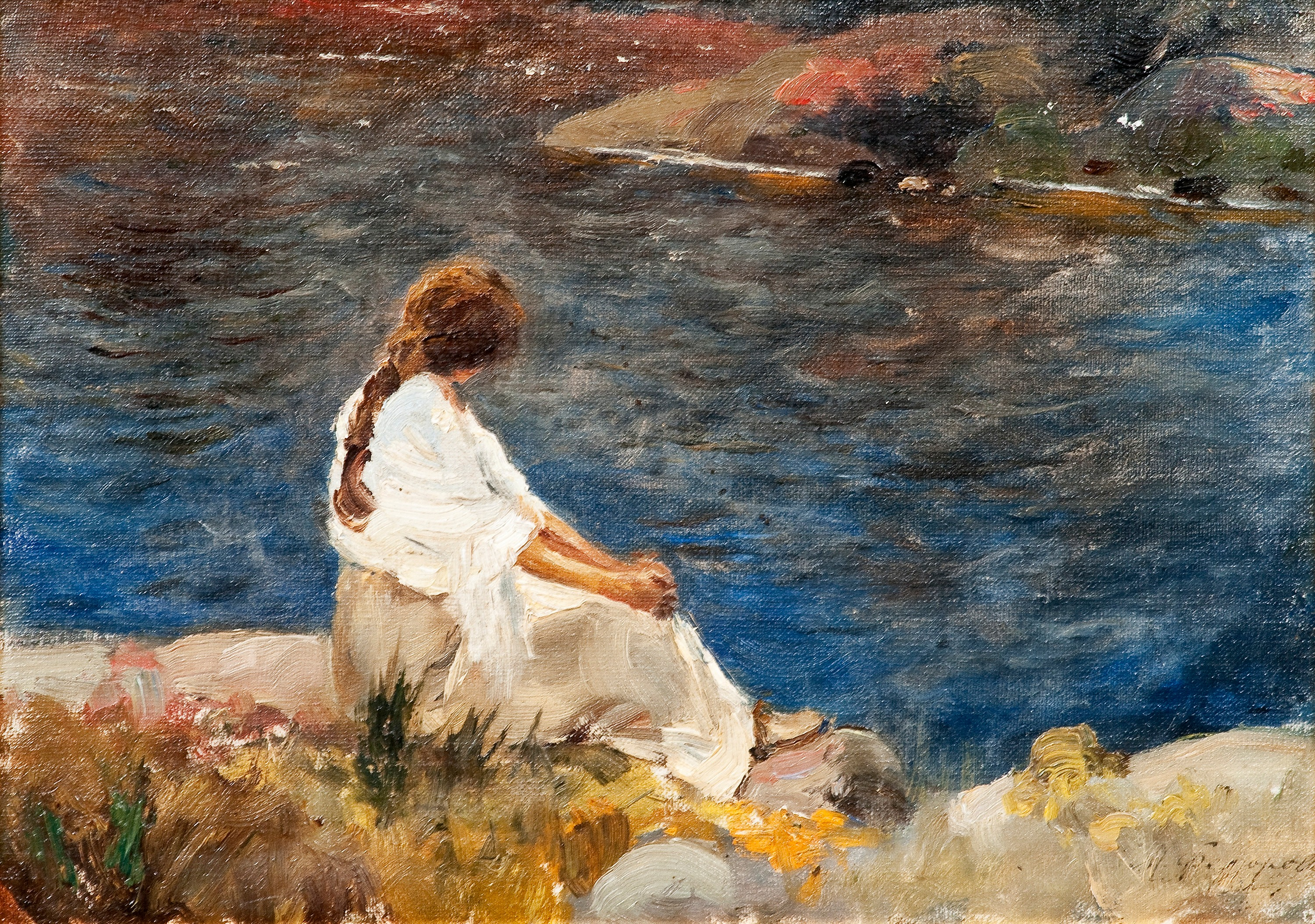
Ein stiller Moment am Fluss
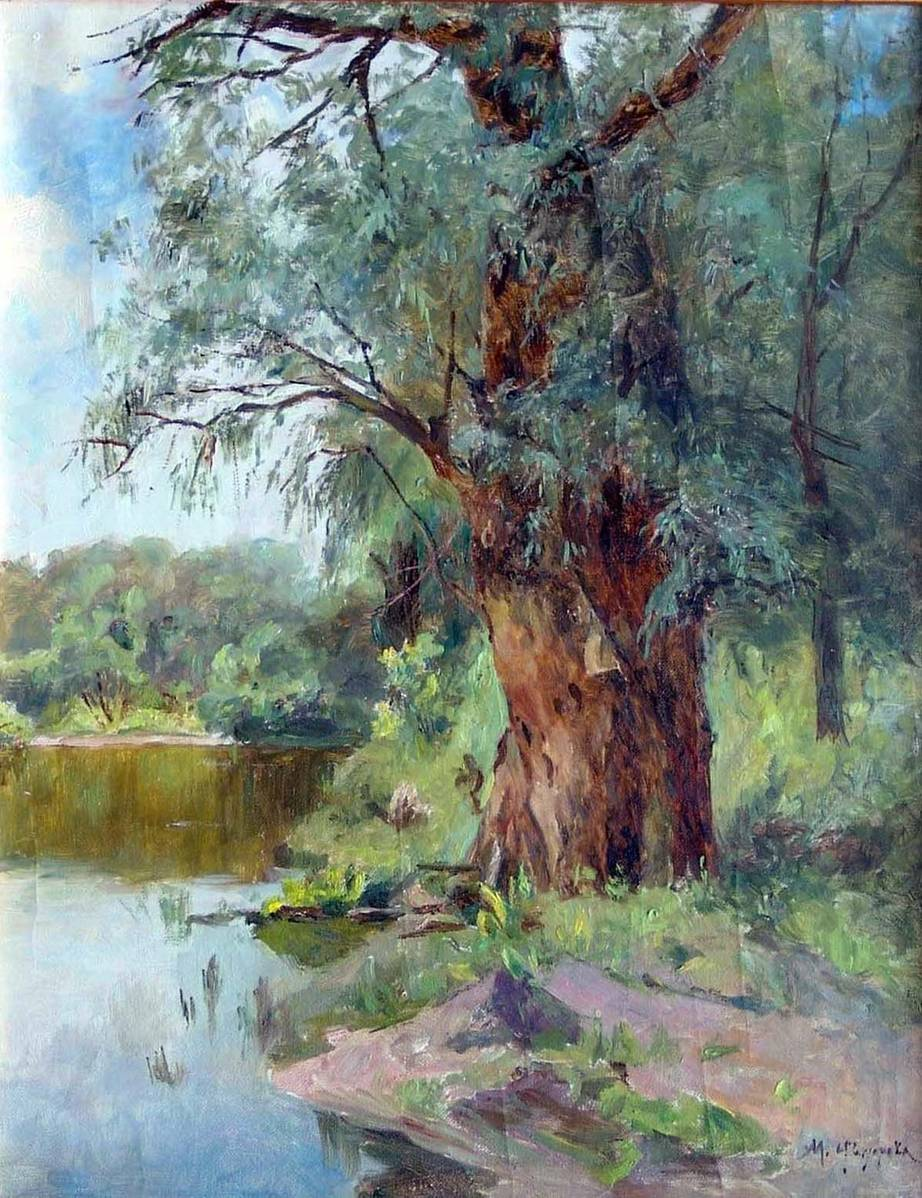
Alte Weide am Fluss
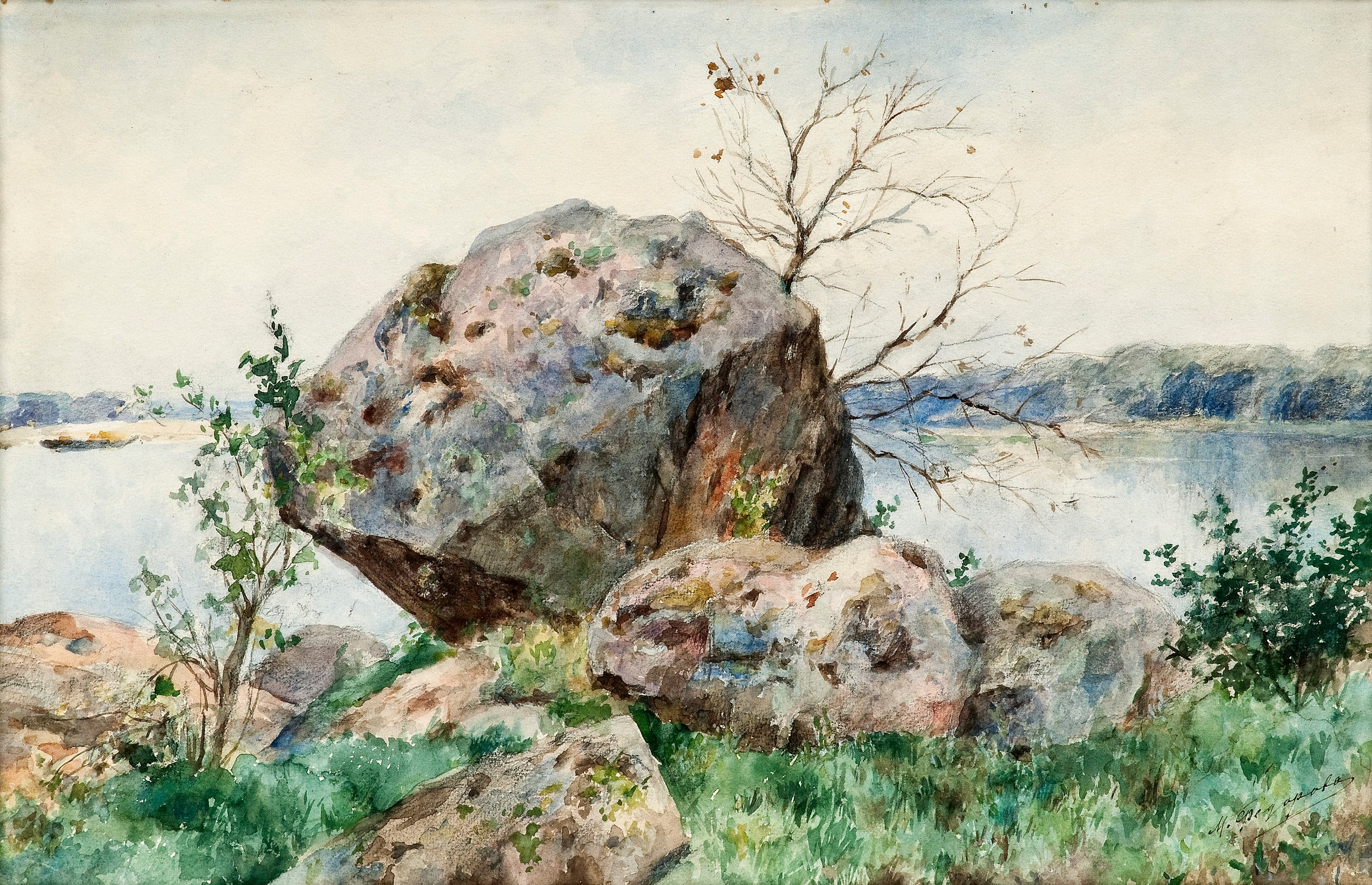
Steine am Ufer
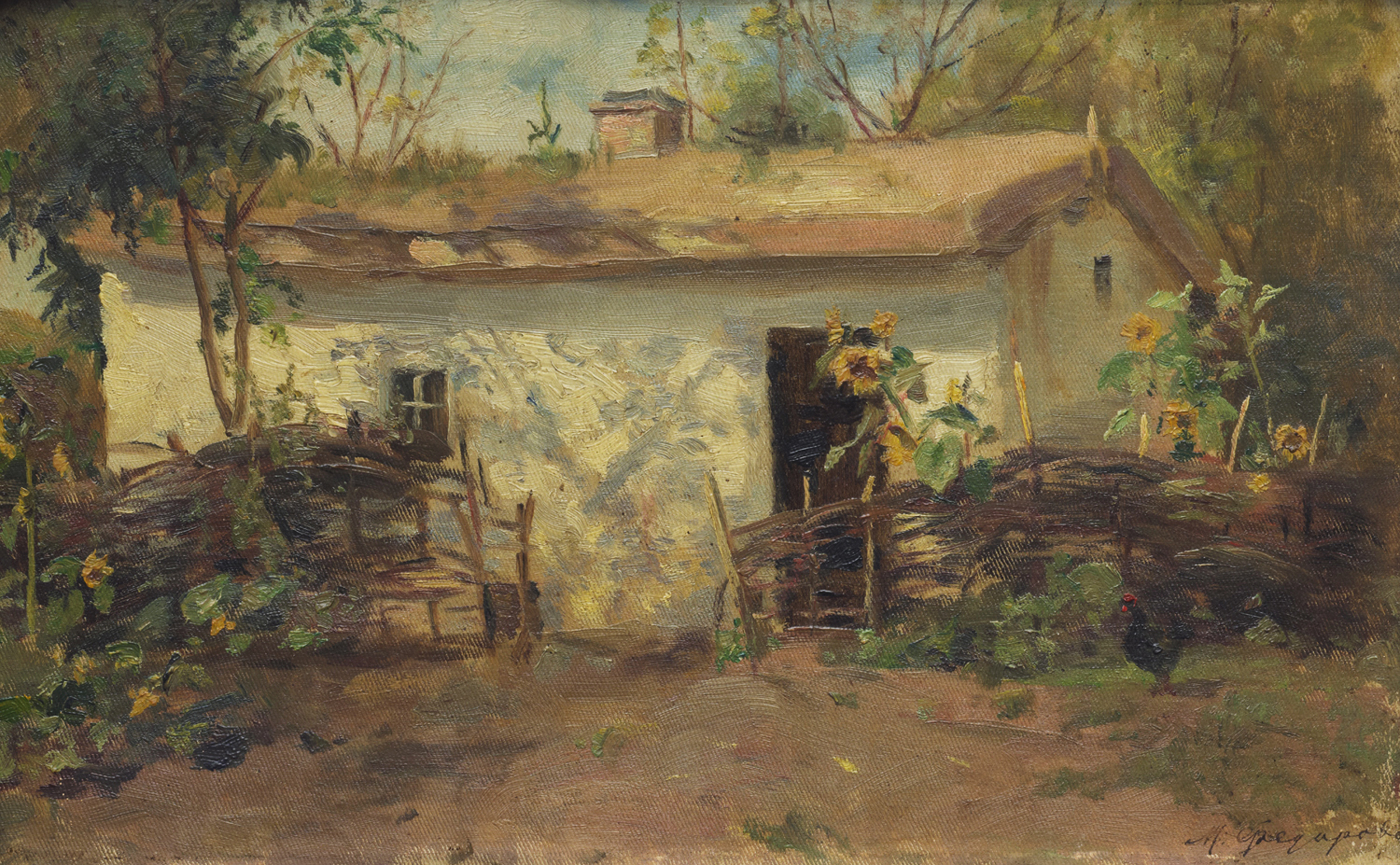
Hütte mit Sonnenblumen
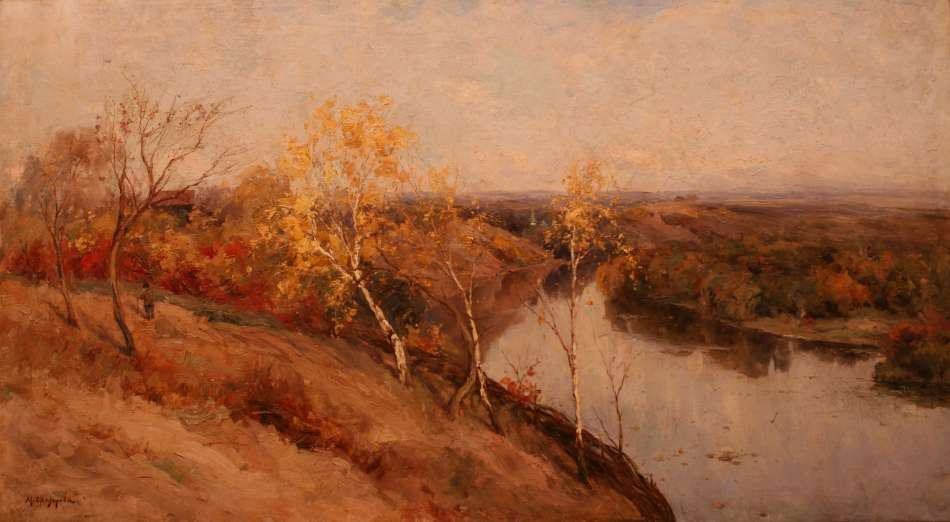
Herbst. Hohes Flussufer
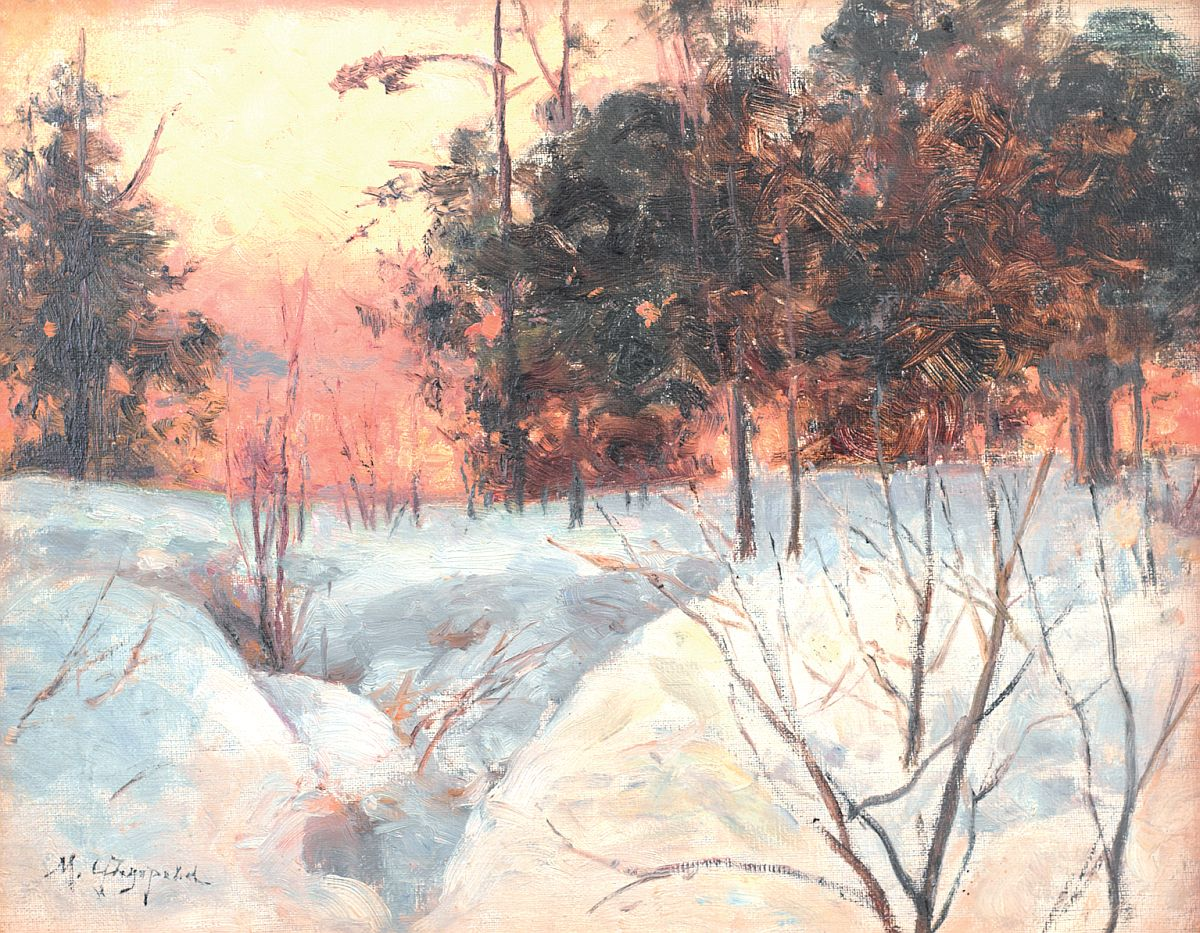
Wintersonnenuntergang
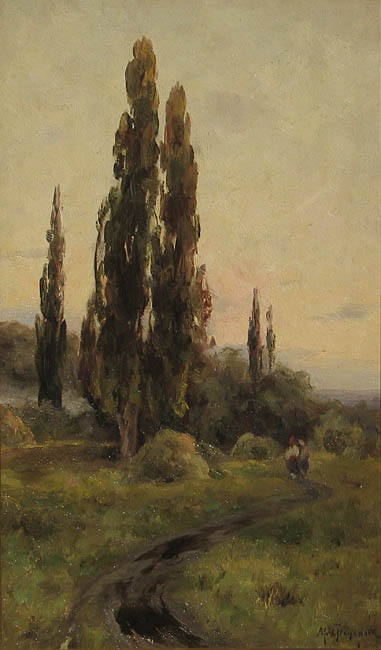
Ukrainische Landschaft
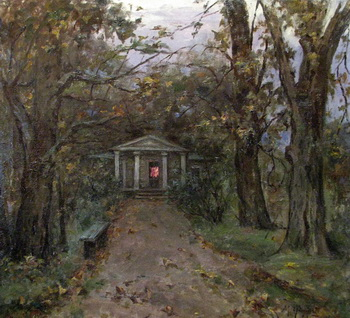
Herrenhaus bei Nacht
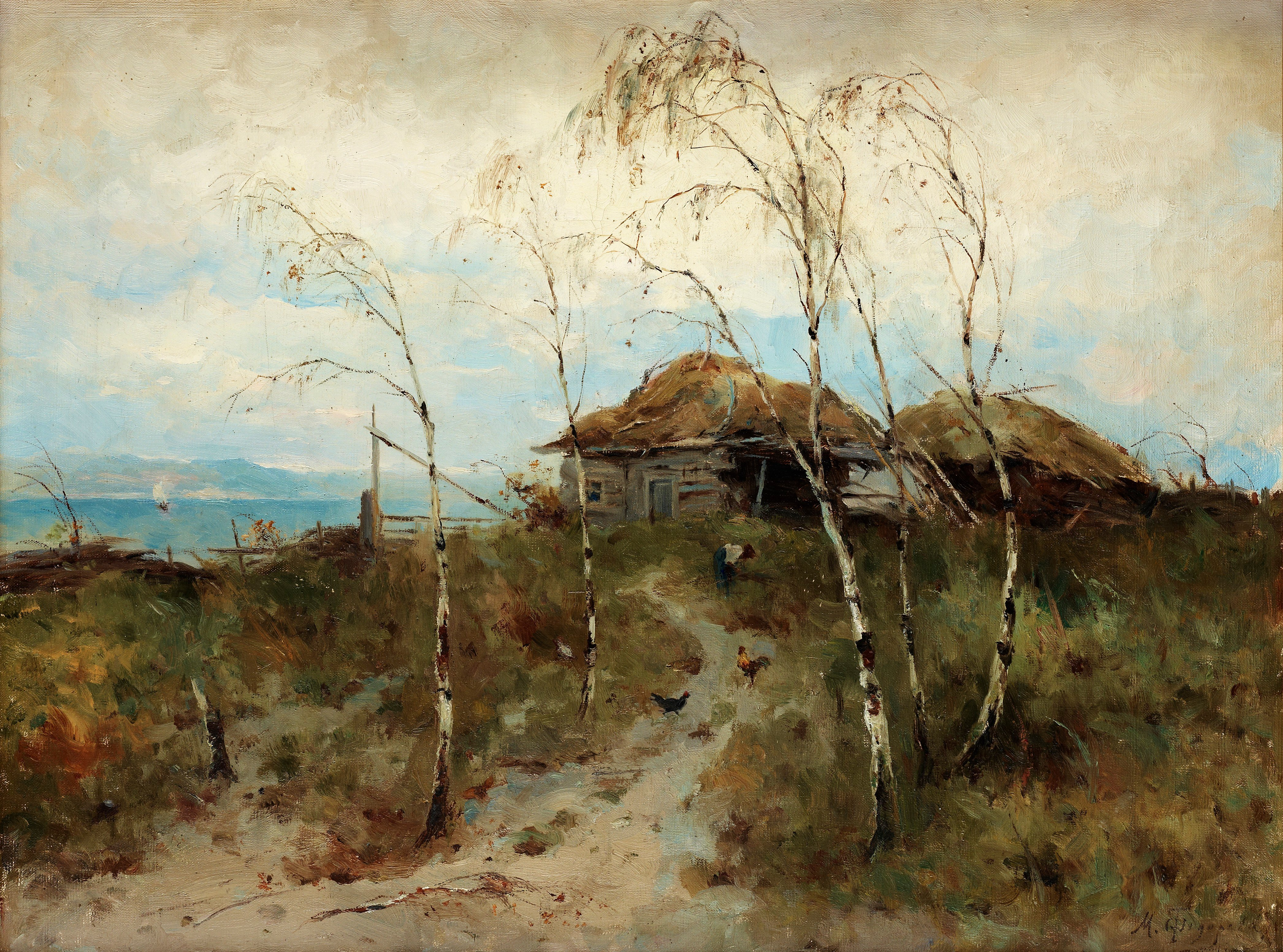
Windiger Tag (1920)
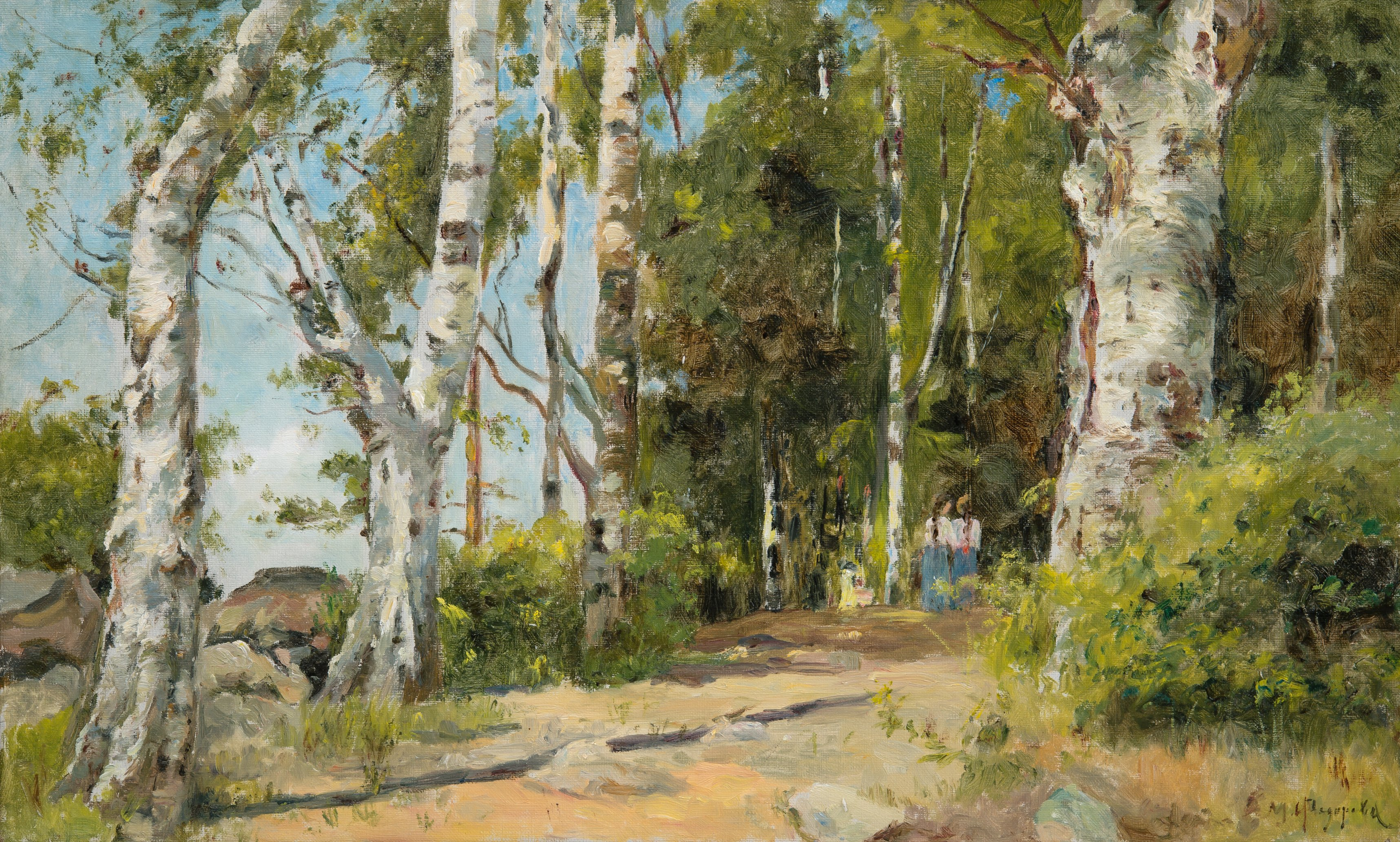
Mädchen auf dem Weg (1920)
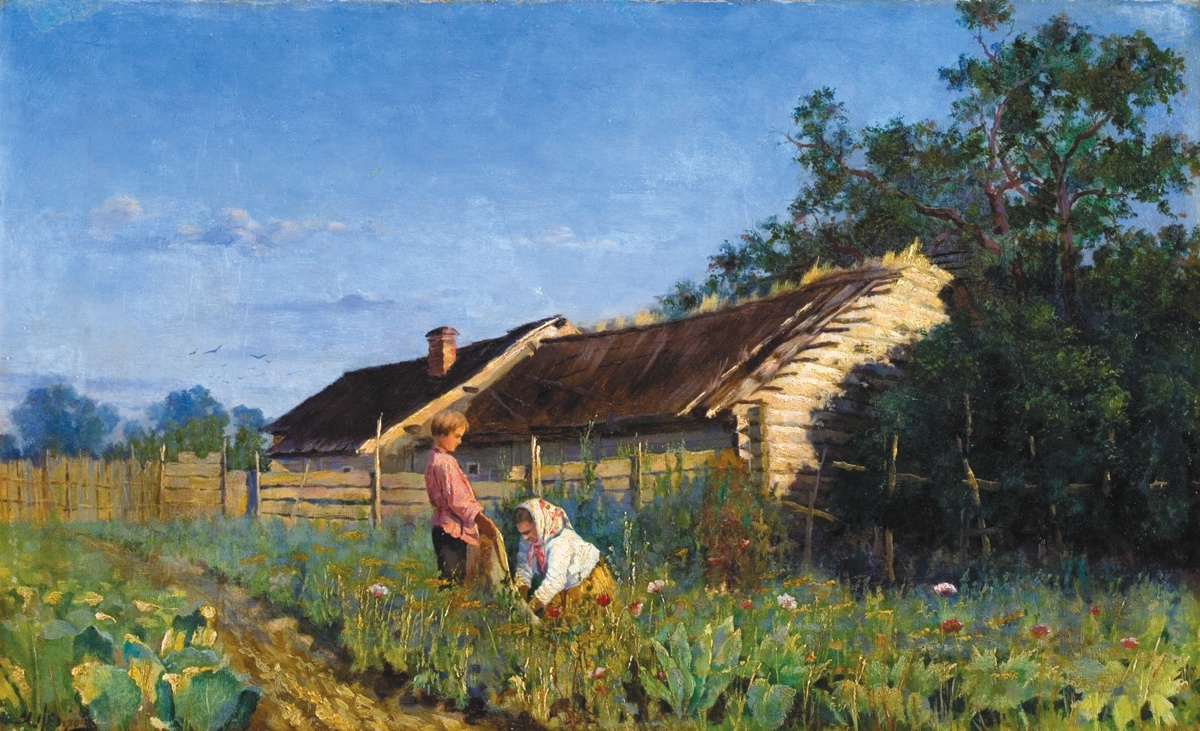
Im Gemüsegarten (ca. 1930)